# Nikon Coolpix
La serie Nikon Coolpix è la serie di fotocamere digitali compatte prodotte dalla Nikon.

## Modelli

### Serie Coolpix
- Coolpix 100
- Coolpix 300
- Coolpix 600
- Coolpix 700
- Coolpix 750
- Coolpix 775
- Coolpix 800
- Coolpix 850
- Coolpix 880
- Coolpix 885
- Coolpix 900
- Coolpix 900S
- Coolpix 950
- Coolpix 990
- Coolpix 995

### Coolpix 2xxx
- Coolpix 2000  2.0 MP zoom ottico 3x
- Coolpix 2100: 2.0 MP, zoom ottico 3x
- Coolpix 2200: 2.0 MP, zoom ottico 3x, zoom digitale 4x, 4.7 - 14.1 [36 - 108 equiv.] mm
- Coolpix 2500: 2.0 MP, zoom ottico 3x

### Coolpix 3xxx
- Coolpix 3100: 3.2 MP, zoom ottico 3x, zoom digitale 4x, 5.8 - 17.4 [38 - 115 equiv.] mm
- Coolpix 3200: 3.2 MP, zoom ottico 3x, zoom digitale 4x, 5.8 - 17.4 [38 - 115 equiv.]  mm
- Coolpix 3500: 3.2 MP, zoom ottico 3X
- Coolpix 3700: 3.2 MP, zoom ottico 3x, zoom digitale 4x, 5.4 - 16.2 [35 - 105 equiv.] mm

### Coolpix 4xxx
- Coolpix 4100: 4.0 MP, zoom ottico 3x, zoom digitale 4x, 5.8 - 17.4 [35 - 105 equiv.] mm
- Coolpix 4200: 4.0 MP, zoom ottico 3x, zoom digitale 4x, 7.8 - 23.4 [38 - 114 equiv.] mm
- Coolpix 4300
- Coolpix 4500: 4.0 MP, zoom ottico 4x, zoom digitale 4x, 7.85 - 32 [38 - 155 equiv.] mm
- Coolpix 4600: 4.0 MP, zoom ottico 3x, zoom digitale 4x, 5.7 - 17.1 [34 - 102 equiv.] mm
- Coolpix 4800: 4.0 MP, zoom ottico 8.3x, zoom digitale 4x, 7.8 - 23.4 [36 - 300 equiv.] mm

### Coolpix 5xxx
- Coolpix 5000: 4.9 MP, zoom ottico 3x
- Coolpix 5100: 5.0 MP, zoom ottico 3X
- Coolpix 5200: 5.0 MP, zoom ottico 3x, zoom digitale 4x, 7.8 - 23.4 [38 - 114 equiv.] mm
- Coolpix 5400: 5.1 MP, zoom ottico 4x, (24 - 115 equivalente al 35 mm)
- Coolpix 5600: 5.1 MP, zoom ottico 3x, zoom digitale 4x, 5.7 - 17.1 [35 - 105 equiv.] mm
- Coolpix 5700: 5.1 MP, zoom ottico 8x, zoom digitale 4x, 8.9 - 72 (35 - 280 equiv.] mm
- Coolpix 5900: 5.1 MP, zoom ottico 3x, zoom digitale 4x, 7.8 - 23.4 [38 - 114 equiv.] mm

### Coolpix 7x00
- Coolpix 7600: 7.1 MP, zoom ottico 3x, zoom digitale 4x
- Coolpix 7900: 7.1 MP, zoom ottico 3x, zoom digitale 4x

### Coolpix 8x00
- Coolpix 8400: 8.0 MP, zoom ottico 3,5x, zoom digitale 4x
- Coolpix 8700: 8.0 MP, zoom ottico 8x, zoom digitale 4x
- Coolpix 8800: 8.0 MP, zoom ottico 10x, zoom digitale 4x

### SerieAll Weather
- Coolpix AW100: 16.0 MP, zoom ottico 5x, zoom digitale 4x
- Coolpix AW100s: uguale alla AW100 ma senza GPS

### SerieStyle
- Coolpix SQ: 3.1 MP, zoom ottico 3x, zoom digitale 4x,  5.6 - 16.8 [37 - 111 equiv.] mm
- Coolpix S1: 5.1 MP, zoom ottico 3x, zoom digitale 4x,  5.8 - 17.4 [35 - 105 equiv.] mm
- Coolpix S2: 5.1 MP, zoom ottico 3x, zoom digitale 4x,  5.8 - 17.4 [35 - 105 equiv.] mm
- Coolpix S3: 6.0 MP, zoom ottico 3x, zoom digitale 4x,  5.8 - 17.4 [35 - 105 equiv.] mm
- Coolpix S4: 6.0 MP, zoom ottico 10x, zoom digitale 4x, 6.3 - 63 [38 - 380 equiv.] mm  (Lite, Full)
- Coolpix S5: 6.0 MP, zoom ottico 3x [35 - 105 equiv.] mm, LCD 2.5", PictMotion, (Blue, Silver)
- Coolpix S6: 6.0 MP, zoom ottico 3x [35 - 105 equiv.] mm, LCD 3.0", Wi-Fi, (Black, Grey, Silver)
- Coolpix S7: 7.1 MP, zoom ottico 3x
- Coolpix S7c: 7.1 MP, zoom ottico 3x [35 - 105 equiv.] mm, LCD 3.0", Wi-Fi, Riduzione Vibrazioni (VR) e Anti-Shake, (Black)
- Coolpix S8: 7.1 MP, zoom ottico 3x
- Coolpix S9: 6.0 MP, zoom ottico 3x [38 - 114 equiv.] mm, LCD 2.5", Wi-Fi, (Silver)
- Coolpix S10: 6.0 MP, zoom ottico 10x [38 - 380 equiv.] mm, Advanced Vibration Reduction (VR), (Silver)
- Coolpix S50: 7.2 MP, zoom ottico 3x
- Coolpix S51: 8.1 MP, zoom ottico 3x
- Coolpix S51c: 8.1 MP, zoom ottico 3x
- Coolpix S52: 9.0 MP, zoom ottico 3x
- Coolpix S52c: 9.0 MP, zoom ottico 3x
- Coolpix S60: 10.0 MP, zoom ottico 5x
- Coolpix S70: 12.1 MP, zoom ottico 5x
- Coolpix S80: 14.1 MP, zoom ottico 5x
- Coolpix S100: 16.0 MP, zoom ottico 5x
- Coolpix S200: 7.1 MP, zoom ottico 3x
- Coolpix S210: 8.0 MP, zoom ottico 3x
- Coolpix S220: 10.0 MP, zoom ottico 3x
- Coolpix S230: 10.0 MP, zoom ottico 3x
- Coolpix S500: 7.1 MP, zoom ottico 3x
- Coolpix S510: 8.1 MP, zoom ottico 3x
- Coolpix S520: 8.0 MP, zoom ottico 3x
- Coolpix S550: 10.0 MP, zoom ottico 5x
- Coolpix S560: 10.0 MP, zoom ottico 5x
- Coolpix S570: 12.0 MP, zoom ottico 5x
- Coolpix S600: 10.0 MP, zoom ottico 4x
- Coolpix S610: 10.0 MP, zoom ottico 4x
- Coolpix S610c: 10.0 MP, zoom ottico 4x
- Coolpix S620: 12.2 MP, zoom ottico 4x
- Coolpix S630: 12.0 MP, zoom ottico 7x
- Coolpix S640: 12.2 MP, zoom ottico 5x
- Coolpix S700: 12.2 MP, zoom ottico 3x
- Coolpix S710: 14.5 MP, zoom ottico 3.6x
- Coolpix S1000pj: 12.1 MP, zoom ottico 5x
- Coolpix S1100pj: 14.1 MP, zoom ottico 5x
- Coolpix S1200pj: 14.0 MP, zoom ottico 5x
- Coolpix S2500: 12.1 MP, zoom ottico 4x
- Coolpix S3000: 12.0 MP, zoom ottico 4x
- Coolpix S3100: 14.0 MP, zoom ottico 5x
- Coolpix S4000: 12.0 MP, zoom ottico 4x
- Coolpix S4100: 14.0 MP, zoom ottico 5x
- Coolpix S4150: 14.0 MP, zoom ottico 5x
- Coolpix S5100: 12.2 MP, zoom ottico 5x
- Coolpix S6000: 14.2 MP, zoom ottico 7x
- Coolpix S6100: 16.0 MP, zoom ottico 7x
- Coolpix S6150: 16.0 MP, zoom ottico 7x
- Coolpix S6200: 16.0 MP, zoom ottico 10x
- Coolpix S8000: 14.2 MP, zoom ottico 10x
- Coolpix S8100: 12.1 MP, zoom ottico 10x
- Coolpix S8200: 16.0 MP, zoom ottico 14x
- Coolpix S9100: 12.1 MP, zoom ottico 18x

### SerieA
- Coolpix A100
- Coolpix A300
- Coolpix A1000

### SerieLife
- Coolpix L1: 6.2 MP, 6.3 - 31.4 [38 - 190 equiv.] mm
- Coolpix L2
- Coolpix L3: 5.1 MP, zoom ottico 3x, zoom digitale 4x, 6.3 - 19.2 [38 - 116 equiv.] mm (Nikkor), zoom digitale, LCD 2.0" (86000 pixel, 5 livelli di luminosità), filmati (640x480 max, 30 ftp, *.mov) con audio, tecnologie: AF con Priorità al Volto, D-Lighting, In-Camera Red-Eye Fix e PictBridge, memoria interna 23 MB espandibile con Secure Digital, alimentazione: due pile AA (Alcaline, Ni-MH, Litio), peso (senza batterie): 120 g, dimensioni: 9.1 x 6.1 x 2.6 cm, colori: argento - nero
- Coolpix L4
- Coolpix L5
- Coolpix L6
- Coolpix L10
- Coolpix L11
- Coolpix L12
- Coolpix L14
- Coolpix L15
- Coolpix L16
- Coolpix L18
- Coolpix L19: 8 MP, zoom ottico 3.6x, zoom digitale 4x, LCD a colori da 2.7" (230000 pixel), memoria interna 20 MB espandibile con una SD card, peso 130 g.
- Coolpix L20
- Coolpix L21
- Coolpix L22
- Coolpix L23
- Coolpix L11
- Coolpix L100
- Coolpix L110
- Coolpix L120

### SeriePerformance
- Coolpix P1: 8.0 MP, zoom ottico 3.5x, zoom digitale 4x, 7.5 - 26.3 [36 - 126 equiv.] mm
- Coolpix P2: 5.0 MP, zoom ottico 3.5x, zoom digitale 4x, 7.5 - 26.3 [36 - 126 equiv.] mm
- Coolpix P3: 8.1 MP, zoom ottico 3.5x
- Coolpix P4: 8.1 MP, zoom ottico 3.5x
- Coolpix P50: 8.1 MP, zoom ottico 3.6x
- Coolpix P60: 8.1 MP, zoom ottico 5x, zoom digitale 4x, 6.4 - 32 [36 - 180 equiv.] mm
- Coolpix P80: 10.1 MP, zoom ottico 18x
- Coolpix P90: 12.1 MP, zoom ottico 24x
- Coolpix P100: 10.3 MP, zoom ottico 26x
- Coolpix P300: 12.2 MP, zoom ottico 4.2x
- Coolpix P500: 12.1 MP, zoom ottico 36x
- Coolpix P510: 16.1 MP, zoom ottico 42x
- Coolpix P520: 18.1 MP, zoom ottico 42x
- Coolpix P5000: 10.0 MP, zoom ottico 3.5x
- Coolpix P5100: 12.1 MP, zoom ottico 3.5x
- Coolpix P6000: 13.5 MP, zoom ottico 4x
- Coolpix P7000: 10.2 MP, zoom ottico 7.1x
- Coolpix P7100: 10.0 MP, zoom ottico 7.1x